# Corneta de vàlvules
La corneta de vàlvules és un instrument de vent metall que imita la forma d'una banya animal i és utilitzada principalment en el jazz i en la música clàssica, principalment al segle xix a bandes militars europees. El so es produeix gràcies a la vibració dels llavis de l'intèrpret en la part anomenada broquet a partir de la columna de l'aire (flux de l'aire). Antigament s'utilitzava per donar el toc a les tropes d'infanteria de l'exèrcit i en els carnavals. Tal com la trompeta, la corneta està formada per 3 vàlvules que permeten al músic executar diferents tons. En el jazz va ser molt utilitzat durant l'estil New Orleans, encara que després va ser suplantat de poc per la trompeta, tot i que encara s'utilitza. Actualment gaudeix de gran popularitat en les Bandes de Cornetes i Tambors que principalment participen en la Setmana Santa a similitud a les bandes de caràcter militar. En aquests casos la corneta sol utilitzar sense pistons o vàlvules, o amb un o dos transpositors.
La corneta més comuna és un instrument transpositor en Si♭. També hi ha una corneta soprano en Mi♭ i cornetes en La i Do. Totes no estan relacionades amb la corneta renaixentista i del primer barroc.

## Història
La corneta deriva del halbmond usat per les unitats de caçadors de l'Electorat de Hannover, que al seu torn deriva de les banyes d'animals que usava alguna unitat d'infanteria ja des del segle xv i del Corn de posta aplicant-hi vàlvules a la dècada de 1820. Inicialment utilitzant vàlvules Stölzel, a la dècada de 1830 els fabricants parisencs utilitzaven les vàlvules de pistó Périnet millorades. Les cornetes van aparèixer per primera vegada com a parts instrumentals separades en composicions franceses del segle xix.
L'instrument no s'hauria pogut desenvolupar sense la millora de les vàlvules de pistó pels trompistes silesians Friedrich Blühmel (o Blümel) i Heinrich Stölzel, a principis del segle xix. Aquests dos fabricants d'instruments van inventar les vàlvules gairebé simultàniament, tot i que és probable que Blühmel fos l'inventor, mentre que Stölzel va desenvolupar un instrument pràctic. Se'ls va concedir conjuntament una patent per un període de deu anys. François Périnet va rebre una patent el 1838 per una vàlvula millorada, que es va convertir en el model per a les vàlvules de pistó dels instruments de metall moderns. El primer virtuós notable va ser Jean-Baptiste Arban, que va estudiar àmpliament la corneta i va publicar La grande méthode complète de cornet à piston et de saxhorn, comunament conegut com el mètode Arban, el 1864. Fins a principis del segle XX, la trompeta i la corneta van coexistir en conjunts musicals; el repertori simfònic sovint inclou parts separades per a trompeta i corneta. A mesura que diversos constructors d'instruments van fer millores a tots dos instruments, van començar a semblar-se i sonar més. La corneta moderna s'utilitza en bandes de música, bandes de concerts i en repertori orquestral específic que requereix un so més suau.

## Relació amb la trompeta
Les vàlvules de la corneta permetien la reproducció melòdica en tot el registre de l'instrument. Les trompetes van trigar més a adoptar la nova tecnologia de vàlvules, així que durant 100 anys o més, els compositors sovint van escriure parts separades per a trompeta i corneta. La trompeta tocava passatges semblants a fanfàrries, mentre que la corneta en tocava de més melòdics. La trompeta moderna té unes vàlvules que li permeten tocar les mateixes notes i digitacions que la corneta.
Les cornetes i les trompetes fetes en una tonalitat determinada (normalment la tonalitat de Si ♭) toquen a la mateixa altura, i la tècnica per tocar els instruments és gairebé idèntica. Tanmateix, les cornetes i les trompetes no són completament intercanviables, ja que difereixen en el timbre. També disponible, però normalment només es veu a la banda de metall, hi ha un model soprano en mi ♭, amb una tonalitat una quarta per sobre del si ♭ estàndard.
A diferència de la trompeta, que té un forat cilíndric fins a la secció de la campana, el tub de la corneta té un forat majoritàriament cònic, que comença molt estret al broquet i s'eixampla gradualment cap a la campana. Les cornetes que segueixen la patent de 1913 d’EA Couturier poden tenir un forat cònic continu. Aquesta forma és la principal responsable del to càlid i suau característic de l'instrument, que es pot distingir del so més penetrant de la trompeta. El forat cònic de la corneta també la fa més àgil que la trompeta quan toca passatges ràpids, però la correcta afinació sovint està menys assegurada. La corneta sovint és la preferida pels principiants, ja que és més fàcil de subjectar, amb el seu centre de gravetat molt més a prop del músic.
El broquet de corneta té una tija més curta i estreta que la d'una trompeta, de manera que pot encaixar en el receptor de broquet més petit de la corneta. La mida de la copa sovint és més profunda que la d'un broquet de trompeta.

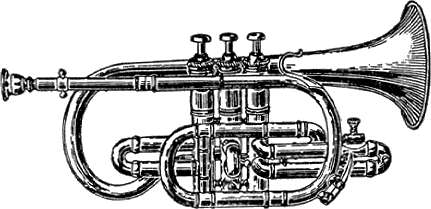
Corneta tradicional de model curt, també coneguda com a model en forma de canya de pastor (Webster's Dictionary 1911)

Una varietat és la corneta tradicional de model curt, també coneguda com a model en forma de gau de pastor. Sovint són instruments de calibre gran amb un so ric i suau. També hi ha una corneta de model llarg, o American-wrap, sovint amb un diàmetre més petit i un so més brillant, que es produeix en una varietat d'embolcalls de tubs diferents i té un aspecte més semblant a una trompeta. El model Shepherd's Crook és el preferit pels tradicionalistes de la corneta. La corneta de model llarg s'utilitza generalment en bandes de concerts als Estats Units i ha trobat pocs seguidors en bandes de metall i de concerts d'estil britànic.
Una tercera varietat, relativament rara —diferent de la corneta American-wrap— és la corneta llarga, que va ser produïda a mitjans del segle XX per CG Conn i FE Olds i és visualment gairebé indistingible d'una trompeta, excepte que té un receptor dissenyat per acceptar broquets de corneta.

### Corneta d'eco
La corneta d'eco s'ha qualificat de variant obsoleta. Té una cambra de sordina (o cambra de ressonància) muntada al lateral, que actua com a segona campana quan es prem la quarta vàlvula. La segona campana té un so similar al d'una sordina Harmon i s'utilitza normalment per reproduir frases d'eco, amb la qual cosa l'intèrpret imita el so de la campana principal utilitzant la cambra d'eco.

## Tècnica

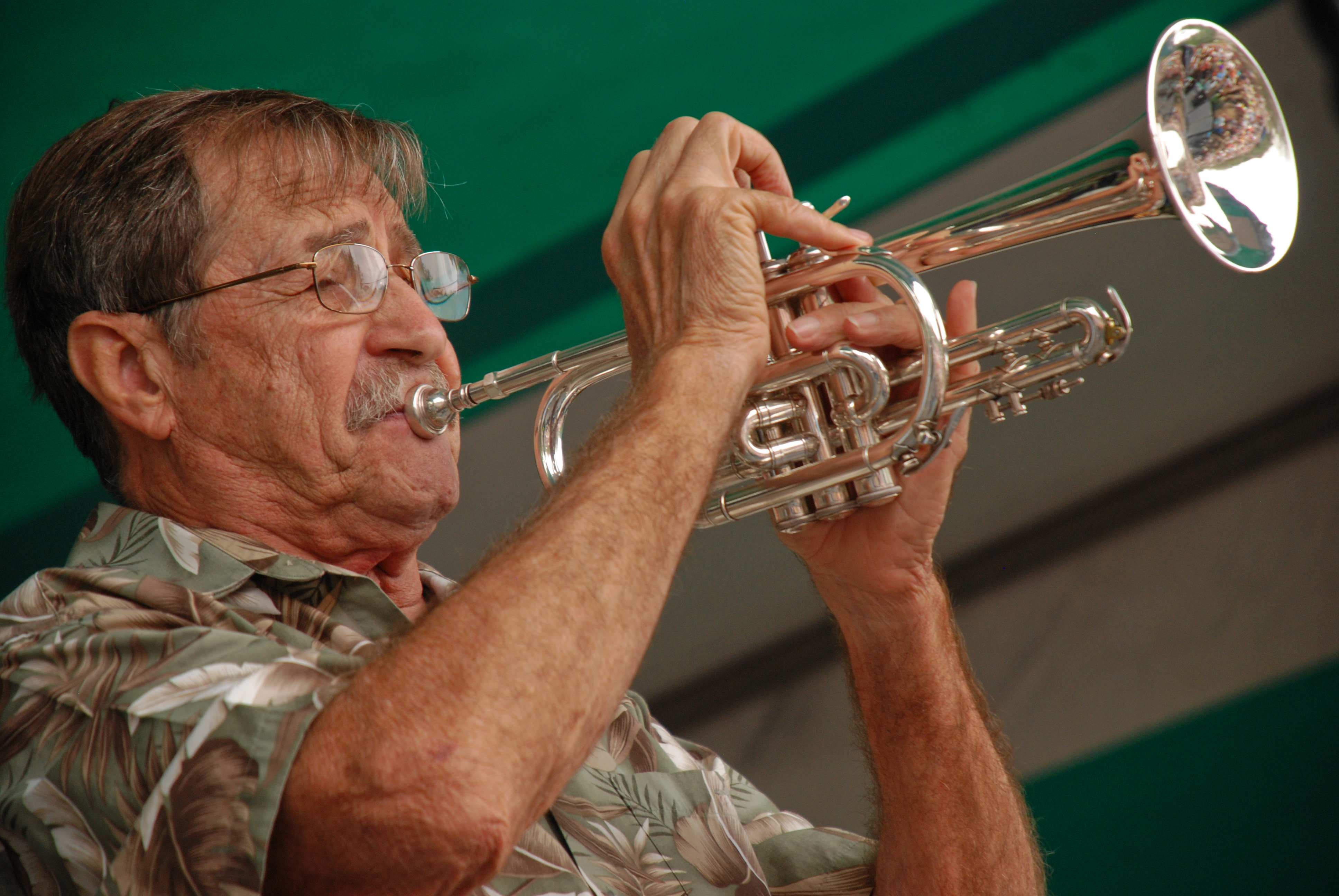
Connie Jones tocant una corneta de model llarg

Igual que la trompeta i tots els altres instruments de vent metall moderns, la corneta fa so quan l'intèrpret vibra (brunzeix) els llavis al broquet, creant una columna d'aire vibrant al tub. La freqüència de la vibració de la columna d'aire es pot modificar canviant la tensió i l'obertura dels llavis, o embocadura, i alterant la posició de la llengua per canviar la forma de la cavitat oral, augmentant o disminuint així la velocitat del corrent d'aire. A més, la columna d'aire es pot allargar accionant una o més vàlvules, reduint així el to. També és possible la doble i triple llenguada.
Sense vàlvules, l'intèrpret només podia produir una sèrie harmònica de notes, com les que toca la corneta i altres instruments de metall naturals. Aquestes notes estan molt separades per a la major part del registre de l'instrument, cosa que fa impossible la interpretació diatònica i cromàtica, excepte en el registre extrem agut. Les vàlvules canvien la longitud de la columna vibrant i proporcionen a la corneta la capacitat de tocar cromàticament.

## Conjunts amb cornetes

### Banda de música
Les bandes de metall britàniques consten només d'instruments de metall i una secció de percussió. La corneta és l'instrument melòdic principal d'aquest conjunt; mai s'utilitzen trompetes. El conjunt està format per una trentena de músics, incloent-hi nou cornetes de Si♭ i una corneta de Mi♭ (corneta soprano). Al Regne Unit, empreses com Besson i Boosey &amp; Hawkes es van especialitzar en instruments per a bandes de música. A Amèrica, fabricants del segle xix com ara Graves and Company, Hall and Quinby, EG Wright i la Boston Musical Instrument Manufactury van fabricar instruments per a aquest conjunt.

### Banda de concerts
La corneta apareix a la banda de concerts d'estil britànic, i les primeres peces per a banda de concerts americanes, en particular les escrites o transcrites abans de 1960, sovint presenten parts diferents i separades per a trompetes i cornetes. Les parts de corneta rarament s'inclouen en peces americanes posteriors, i són substituïdes per la trompeta en les bandes americanes modernes. Aquesta lleugera diferència en la instrumentació deriva de l'herència de les bandes de concerts britàniques en bandes militars, on l'instrument de metall més agut sempre és la corneta. Normalment hi ha de quatre a sis cornetes en Si♭ en una banda de concerts britànica, però cap instrument en Mi♭, ja que aquest paper el pren el clarinet en Mi♭.

### Fanfareorkest
Les Fanfareorkesten ( orquestres de fanfàrria), que només es troben als Països Baixos, Bèlgica, el nord de França i Lituània, utilitzen tota la família d'instruments del saxòfon. La instrumentació estàndard inclou tant la corneta com la trompeta; tanmateix, en les últimes dècades, la corneta ha estat substituïda en gran manera per la trompeta.

### Conjunt de jazz
En les bandes de jazz d'estil antic, la corneta era preferida a la trompeta, però a partir de l'era del swing, ha estat substituïda en gran manera per la trompeta, més forta i penetrant. De la mateixa manera, la corneta ha estat eliminada en gran manera de les big bands a causa d'un gust creixent per instruments més forts i agressius, especialment des de l'arribada del bebop després de la Segona Guerra Mundial.
El pioner del jazz Buddy Bolden tocava la corneta, i Louis Armstrong va començar amb l'instrument, però el seu canvi a la trompeta sovint s'atribueix al començament del domini de la trompeta en el jazz. Cornetistes com Bubber Miley i Rex Stewart van contribuir substancialment al so inicial de la Duke Ellington Orchestra. Altres cornetistes de jazz influents inclouen Freddie Keppard, King Oliver, Bix Beiderbecke, Ruby Braff, Bobby Hackett i Nat Adderley. Entre les actuacions destacades a la corneta de trompetistes generalment associats amb la trompeta hi ha les de Freddie Hubbard a Empyrean Isles, d’Herbie Hancock, i les de Don Cherry a The Shape of Jazz to Come, d’Ornette Coleman. La banda Tuba Skinny està liderada per la cornetista Shaye Cohn.

### Orquestra simfònica
Poc després de la seva invenció, la corneta va ser introduïda a l’orquestra simfònica, complementant les trompetes. L'ús de vàlvules significava que podien tocar una escala cromàtica completa, a diferència de les trompetes, que encara estaven restringides a la sèrie harmònica. A més, es va trobar que el seu to unificava les seccions de trompa i trompeta. Hector Berlioz va ser el primer compositor important a utilitzar-les d'aquesta manera, i les seves obres orquestrals sovint utilitzen parelles de trompetes i cornetes, aquestes últimes tocant més línies melòdiques. A la seva Simfonia fantàstica (1830), va afegir una contramelodia per a corneta solista en el segon moviment (Un Bal).
Les cornetes van continuar utilitzant-se, particularment en composicions franceses, molt després que la trompeta de vàlvules fos comuna. Es combinaven bé amb altres instruments i es considerava que eren més adequats per a certs tipus de melodia. Txaikovski els va fer servir d'aquesta manera en el seu Capriccio Italien (1880).
Des de principis del segle XX, la combinació de corneta i trompeta encara era la preferida per alguns compositors, com ara Edward Elgar i Ígor Stravinski, però tendia a utilitzar-se en ocasions en què el compositor volia un so més suau i àgil. Els sons de la corneta i la trompeta s'han anat apropant amb el temps, i la primera ara rarament s'utilitza com a instrument de conjunt: a la primera versió del seu ballet Petruixka (1911), Stravinski ofereix un cèlebre solo a la corneta; en la revisió de 1946, va eliminar les cornetes de l'orquestració i, en canvi, va assignar el solo a la trompeta.